# Real Audiencia y Chancillería de Granada

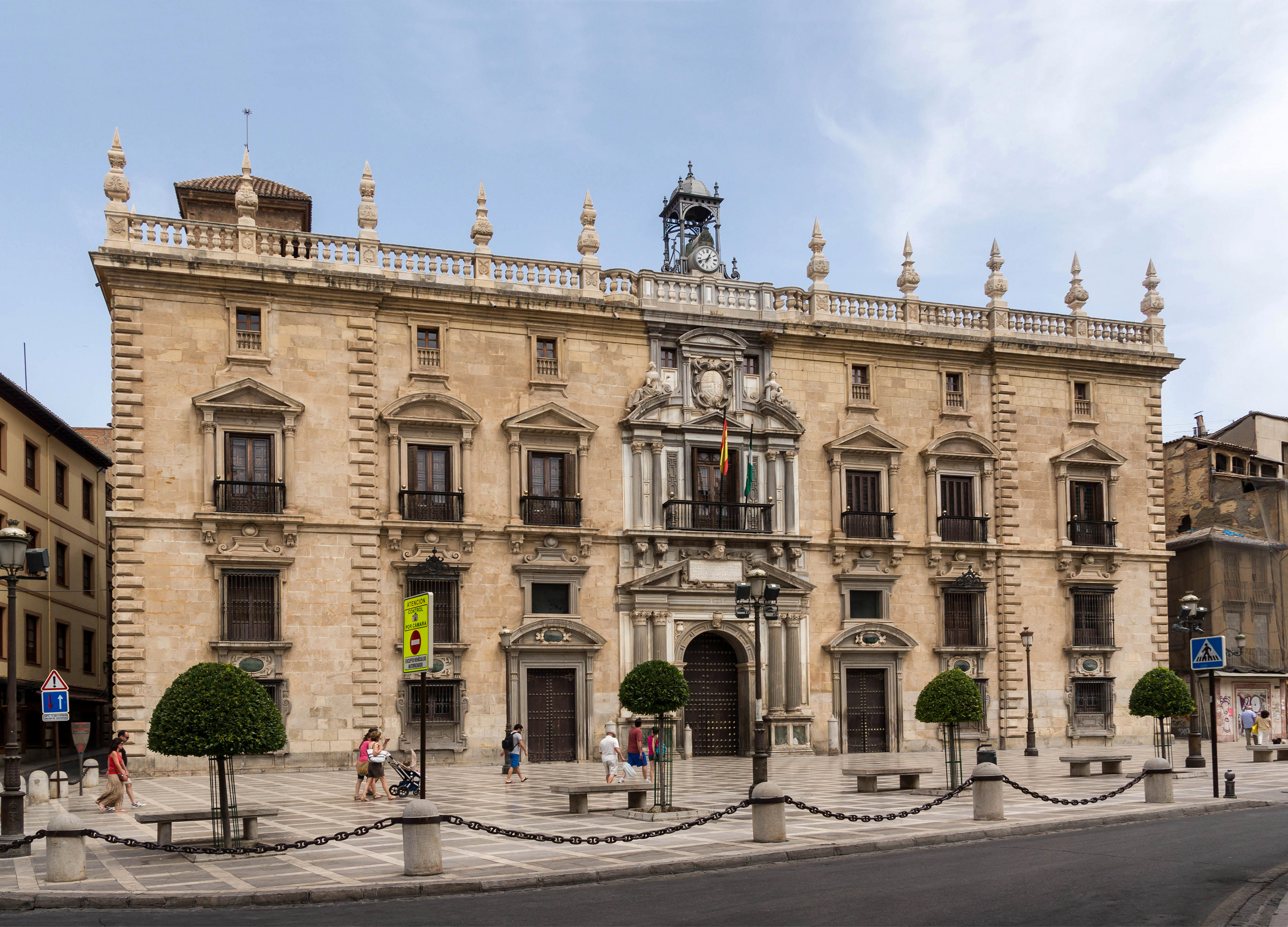
Der Palacio de la Chancillería, 1537–1834 Sitz der Real Chancillería de Granada.

Die Real Audiencia y Chancillería de Granada (kurz Chancillería de Granada) war ein Gerichtsorgan (Real Audiencia), das im Jahr 1505 von Ciudad Real auf Geheiß von Isabelle I. von Kastilien nach Granada verlegt wurde. Die neue Audiencia übernahm die Rechtspflichten der älteren Einrichtung und entschied über Rechtsfragen aus dem Gebiet südlich des Tajo; über Fälle aus dem Norden dieses Flusses entschied weiter die Real Audiencia y Chancillería de Valladolid. 

## Geschichte
Die erste Audiencia, die Real Audiencia y Chancillería de Valladolid wurde 1371 eingerichtet. Nach der Eroberung Granadas wurde 1494 eine Audiencia für den Süden Kastiliens in Ciudad Real en 1494.
1500 wurde beschlossen, diese zweite Audiencia nach Granada zu verlegen, was 1505 während der Herrschaft von Johanna I. von Kastilien umgesetzt wurde. Später wurden weitere Audiencias eingerichtet, darunter 1525 die Real Audiencia de los Grados in Sevilla.
Als Sitz der Einrichtung wurde ab 1531 der Palacio de la Chancillería am Plaza Nueva errichtet. Die Fertigstellung des Gebäudes, das heute als erstes speziell errichtetes Gerichtsgebäude Spaniens unter Denkmalschutz steht und das Oberste Gericht von Andalusien beherbergt, erfolgte 1587. Neben Räumen für das Gericht enthielt es auch ein Gefängnis.
1834 wurde die Einrichtung aufgrund der politischen Entwicklung zum Liberalismus hin abgeschafft. Die Funktion als Gerichtshof übernahm die Audiencia Territorial de Granada, die Papiere der Audiencia wurden in das Archiv der Real Chancillería de Granada übertragen. 